# Soyuz TM-26

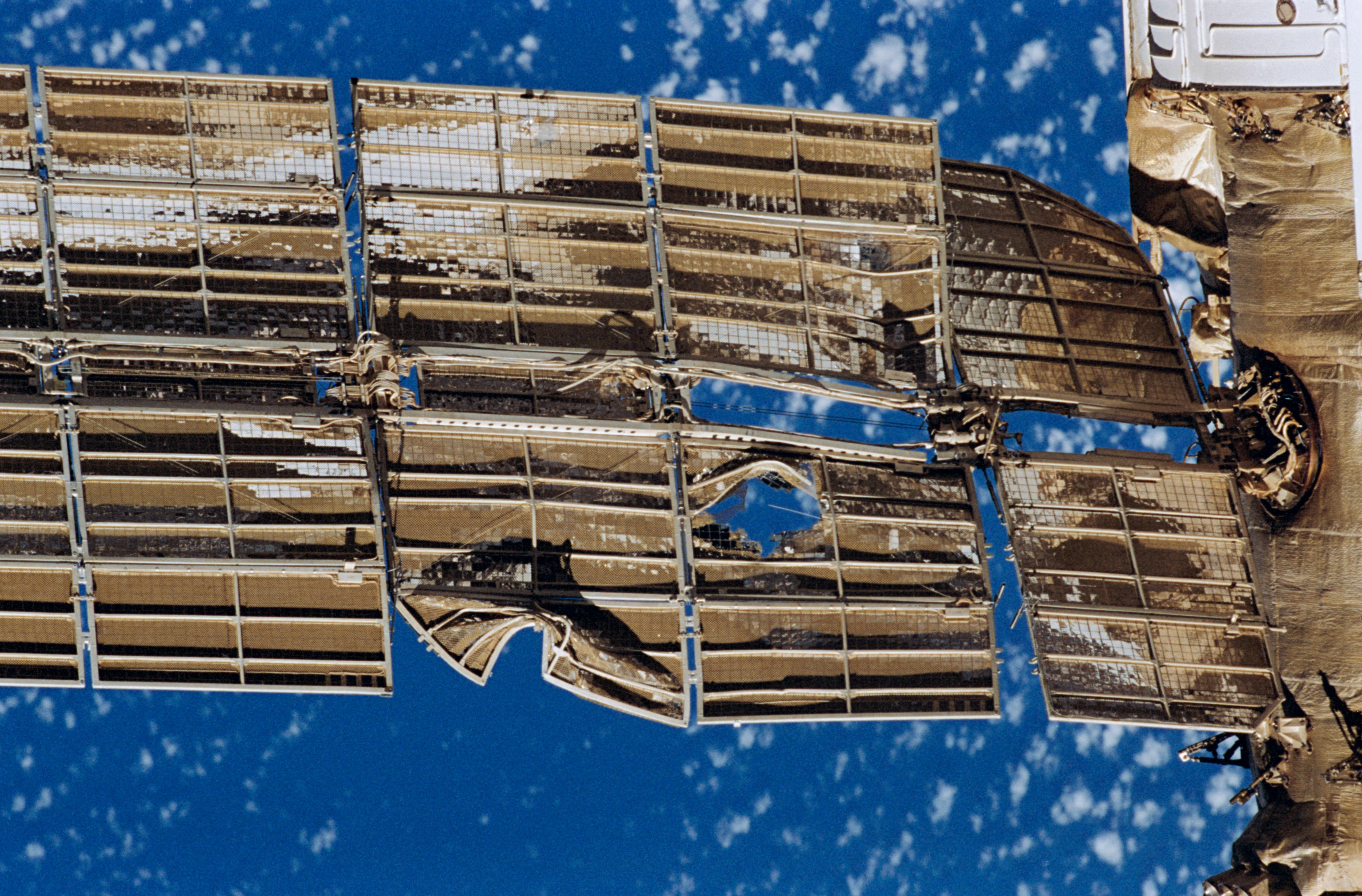
Painel solar do módulo Spektr, danificado após colidir com a transportadora Progress M-34 no dia 25 de junho de 1997.

Soyuz TM-26 foi a 32ª expedição à estação espacial Mir, realizada entre agosto de 1997 e fevereiro de 1998.

## Tripulação
Lançados
| Posição           | Cosmonauta       | Duração          | Pousou na   |
| ----------------- | ---------------- | ---------------- | ----------- |
| Comandante        | Anatoli Solovyev | 197d 17h 33m 36s | Soyuz TM-26 |
| Engenheiro de voo | Pavel Vinogradov | 197d 17h 33m 36s | Soyuz TM-26 |

Aterrissaram
| Posição                | Cosmonauta       | Duração          | Lançou na   |
| ---------------------- | ---------------- | ---------------- | ----------- |
| Comandante             | Anatoli Solovyev | 197d 17h 33m 36s | Soyuz TM-26 |
| Engenheiro de voo      | Pavel Vinogradov | 197d 17h 33m 36s | Soyuz TM-26 |
| Cosmonauta-pesquisador | Léopold Eyharts  | 20d 16h 35m 48s  | Soyuz TM-27 |

## Parâmetros da Missão
- Massa: 7 150 kg
- Perigeu: 193 km
- Apogeu: 249 km
- Inclinação: 51.6°
- Período: 88.6 minutos

## Pontos altos da missão
A Soyuz TM-26 é uma nave espacial russa que transportou cosmonautas e suprimentos para a estação espacial Mir e que integraram a missão Mir-24. Ela foi lançada por um foguete Soyuz-U do Cosmódromo de Baikonur às 15:36 UT de 5 de agosto de 1997. A missão principal era transportar dois cosmonautas especialmente treinados para reparar os problemas da estação. A nave acoplou na estação às 17:03 UT de 7 de Agosto por controle manual.
A tripulação consertou o cabo de alimentação e conectores severamente danificados no módulo SPEKTR e restauraram grande parte da potência perdida, eles também repararam e substituíram os geradores de oxigênio na estação. Os buracos neste módulo que causaram sua despressurização total, não puderam ser localizados durante a inspeção deles dentro deste módulo. Os reparos ou substituição dos segmentos dos painéis solares neste módulo e a vedação dos buracos tiveram que ser adiados para a missão Soyuz seguinte.